# Haberman Feeder

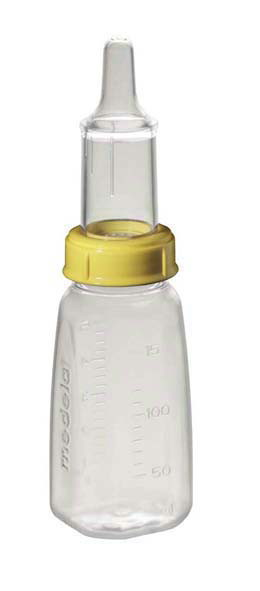
Haberman Feeder

Der Haberman Feeder (auch Haberman-Sauger, SpecialNeeds Feeder) ist ein nach seiner Erfinderin Mandy Haberman benanntes Spezial-Trinkhilfsmittel für Säuglinge mit Saugschwäche (insbesondere  bei Gaumenspalten). Er ermöglicht dem Baby ohne Aufbau eines Saugvakuums zu trinken. Bei Spaltfehlbildungen kann der Haberman-Sauger die orale Ernährung erleichtern und damit invasive Maßnahmen wie das Legen einer Magensonde überflüssig machen.

## Zur Entstehung
Die Tochter der britischen Designerin Mandy Haberman wurde mit einer angeborenen Störung der Kieferentwicklung geboren, der so genannten Pierre-Robin-Sequenz, die meistens auch mit einer Gaumenspalte und entsprechenden Trinkschwierigkeiten einhergeht. Um ihrer Tochter zu helfen, studierte Haberman in den 1980er-Jahren anhand von Röntgenstrahlfilmen stillender Babys die Mechanik des Stillens und das physiologische Bewegungsmuster beim Stillen. Dabei erkannte sie, dass das Trinken an der Brust hauptsächlich durch „melkende“ Bewegungen von Zunge und Unterkiefer funktioniert, wobei die Saugkraft des Babys lediglich die Brustwarze in eine günstige Form bringt, während das Trinken aus der Flasche vor allem auf reinem Saugen beruht. Daraufhin entwickelte sie in Zusammenarbeit mit Ärzten und Hebammen das erste Trinkhilfsmittel eigens für Babys mit Gaumenfehlbildung.

## Funktionsweise
Der Haberman Feeder wird nicht durch Saugen geleert, sondern durch „Melkbewegungen“ von Zunge und Kiefer, also durch ein Bewegungsmuster, das dem beim Stillen nahekommt. Ein Einwegventil trennt das Milchreservoir („Sauger“) von der Flasche. Vor dem Füttern wird durch Druck auf das Reservoir die Luft hinausgepresst. Durch Kopfüberhalten der  Flasche läuft dann automatisch Muttermilch oder Säuglingsnahrung ins Reservoir. Aufgrund des Ventils kann die Milch nicht zurück in die Flasche fließen. Während das Baby trinkt, läuft kontinuierlich Milch aus der Flasche nach, so dass das Reservoir gefüllt bleibt und vom Baby aufgenommen werden kann. Die schlitzförmige Öffnung oben am Ventil verschließt sich automatisch zwischen den Bewegungen des Kiefers, um ein Überfluten des Mundraums zu verhindern. Die Stärke des Milchflusses kann durch Drehen des Reservoirs (anhand von Markierungen) dreistufig reguliert werden. 

## Therapeutischer Nutzen
Vorrangiges Ziel ist, Säuglingen mit Gaumenspalte auch vor dem operativen Spaltverschluss eine problemlose orale Ernährung zu ermöglichen. Darüber hinaus trägt der Feeder dazu bei, das aufgrund der Spalte unphysiologische Zug-Druck-Verhältnis der orofazialen Muskulatur zu normalisieren. Damit werden zugleich bessere Voraussetzungen für die Sprachentwicklung des Kindes geschaffen.